# Micha Josef Berdyczewski
Micha Josef Berdyczewski,(känd under pseudnymen Micha Josef bin Gorion som han senare tog som sitt namn), född 7 augusti 1865 och död 8 november 1921, var en nyhebreisk författare.
Berdyczewski kämpade för en judendom på bred nationell grundval. Han utgav bland annat Die Sagen der Juden (5 band, 1913-27), Der Born Judas (6 band, 1916-23). Postumt utkom Sinai und Graizim (forskningar till Gamla testamentet på grundvallen av rabbinska källor, 1925-26).